# Tetraphis
Tetraphis (Firtand) er en slægt af mosser med 2 arter. Den ene findes i Danmark. Navnet Tetraphis kommer af græsk tettares 'fire'.
| Danske arter |

- Alm. Firtand Tetraphis pellucida